# Батраков Матвій Степанович
Матвій Степанович Батраков (15 листопада 1900, село Яново Сергацького повіту Нижньогородської губернії, тепер Сергацького району Нижньогородської області, Російська Федерація — 19 липня 1995, місто Новосибірськ, Російська Федерація) — радянський військовий діяч, генерал-майор (20.04.1945). Герой Радянського Союзу (11.09.1941). Депутат Верховної Ради СРСР 2-го скликання.

## Життєпис
Народився в селянській родині. Закінчив церковнопарафіяльну школу. Працював бурлаком на Волзі та на Дону, був матросом.
У Червоній армії з червня 1919 року. З червня до жовтня 1919 року служив у 28-му Приволзькому запасному полку, з жовтня 1919 року — в 4-му інженерному батальйоні в Нижньому Новгороді. У грудні 1919 — лютому 1920 року хворів на тиф, з лютого 1920 року — червоноармієць караульної команди 8-го робітничого батальйону в Нижньому Новгороді.
З вересні 1920 до 1923 року — курсант 11-ї Нижньогородської піхотної школи. З вересня 1923 року — командир взводу 8-го полку зв'язку в Новочеркаську. З травня 1924 року — командир взводу та роти 26-го стрілецького полку 9-ї Донської стрілецької дивізії Північно-Кавказького військового округу в Єйську.
Член ВКП(б) з 1928 року.
З січня 1930 року — командир навчальної роти 17-го окремого стрілецького батальйону Сибірського військового округу в Ленінськ-Кузнецькому.
У 1932 році закінчив мотомеханізовані курси в Москві. У 1936 році закінчив Вищі стрілецько-тактичні курси удосконалення командного складу піхоти курси «Постріл».
З липня 1937 року — начальник полкової школи молодшого командного складу 40-го стрілецького полку, з вересня 1938 року — начальник навчальної частини курсів молодших лейтенантів дивізії, заступник командира з стройової частини стрілецького полку 78-ї стрілецької дивізії Сибірського військового округу в Новосибірську. З вересня 1939 року — командир 765-го стрілецького полку 107-ї стрілецької дивізії Сибірського військового округу в місті Рубцовську Алтайського краю.
Учасник німецько-радянської війни із червня 1941 року. У складі 24-ї армії дивізія була перекинута на фронт та взяла участь у Смоленській битві. Відзначився 8 серпня 1941 року в боях у районі міста Єльня Смоленської області.
Указом Президії Верховної Ради СРСР від 11 вересня 1941 року за вміле командування полком та виявлені при цьому мужність та героїзм командиру 765-го стрілецького полку 107-ї стрілецької дивізії 24-ї армії Резервного фронту підполковнику Батракову Матвію Степановичу присвоєно звання Героя Радянського Союзу з врученням ордена Леніна та медалі «Золота Зірка».
З 12 вересня 1941 року — командир 211-ї стрілецької дивізії 43-ї армії Резервного фронту. З листопада 1941 року — командир 42-ї окремої курсантської стрілецької бригади на Західному, Північно-Західному, Калінінському та із серпня 1942 року — на Сталінградському фронтах. У бою 22 вересня 1942 року був важко поранений і контужений, тривалий час лікувався в госпіталі.
З травня 1943 року — уповноважений Ставки Верховного Головнокомандування в Уральському військовому окрузі.
З липня 1943 до травня 1944 року — слухач Вищої військової академії імені Ворошилова (прискорений курс).
31 травня 1944 — травень 1947 року — командир 59-ї стрілецької дивізії 1-ї Червонопрапорної армії Далекосхідного фронту. Брав участь у радянсько-японській війні 1945 року в складі 1-го Далекосхідного фронту.
З травня 1947 року — в розпорядженні Головного управління кадрів Збройних Сил СРСР.
У жовтні 1947 — квітні 1952 року — військовий комісар Новосибірської області.
З квітня 1952 року — у відставці за станом здоров'я. Проживав у місті Новосибірську, брав активну участь у громадській роботі, був членом військово-наукового товариства.
Помер 19 липня 1995 року. Похований на Заєльцовському цвинтарі в Новосибірську.

## Військові звання
- Підполковник
- Полковник
- Генерал-майор (20.04.1945)

## Нагороди
- Герой Радянського Союзу (11.09.1941)
- два ордени Леніна(11.09.1941, 21.02.1945)
- два ордени Червоного Прапора (3.11.1944, 15.11.1950)
- Орден Суворова ІІ ступеня (1945)
- Орден Вітчизняної війни І ступеня (11.03.1985)
- Орден Жукова (Російська Федерація) (4.05.1995)
- Медаль «За оборону Москви»
- Медаль «За оборону Сталінграда»
- Медаль «За перемогу над Німеччиною у Великій Вітчизняній війні 1941—1945 рр.»
- Медаль «За перемогу над Японією»
- Почесний громадянин міст Єльня (1976), Сергач (1979), Рубцовськ (1980)